# كونك إنسان (مسلسل)
كونك إنسان (بالإنجليزية: Being Human)‏ وهو مسلسل دراما ما وراء الطبيعة أمريكي كندي، تم إنتاجه في 7 أبريل 2014 ,وتم عرضه على قناة ساي فاي في الولايات المتحدة و قناة سبايس في كندا وتم إعادة تصوير نفس قصة هذا المسلسل في بريطانيا وتم عرضه على قناة بي بي سي، المسلسل من بطولة سام ويتوير وميغان راث وسام هونتينغتون وكريستين هاجر المسلسل يتكون من 52 ومن أربعة أجزاء.

## روابط خارجية
- كونك إنسان على موقع IMDb (الإنجليزية)
- كونك إنسان على موقع ميتاكريتيك (الإنجليزية)
- كونك إنسان على موقع كينوبويسك (الروسية)
- كونك إنسان على موقع ألو سيني (الفرنسية)
- كونك إنسان على موقع قاعدة بيانات الفيلم (الإنجليزية)